# Amanda Beard
Pour les articles homonymes, voir Beard.
Amanda Ray Beard, née le 29 octobre 1981 à Newport Beach (Californie), est une nageuse américaine.

## Biographie
Lançant sa carrière olympique lors des Jeux olympiques de 1996 à Atlanta à seulement 14 ans, elle y remporte deux médailles d'argent en individuel sur les deux courses de la brasse, devenant de plus championne olympique avec le relais américain en 4 × 100 mètres 4 nages.
Après une médaille de bronze lors de l'olympiade suivante, elle réalise sa meilleure saison en 2003: lors des mondiaux 2003 de Barcelone, elle remporte le titre mondial sur 200 mètres brasse en établissant le record du monde. Elle ajoute deux nouvelles médailles d'argent.
Enfin, pour sa troisième participation aux jeux, elle devient championne olympique lors des Jeux olympiques de 2004 à Athènes, ajoutant deux nouvelles médailles d'argent sur 200 mètres 4 nages individuel et avec le relais américain.

## Palmarès

### Jeux olympiques d'été
- Natation aux Jeux olympiques de 2004 à Athènes
  -  Médaille d'or du 200 mètres brasse
  -  Médaille d'argent du 200 mètres 4 nages
  -  Médaille d'argent du 4 × 100 mètres 4 nages
- Natation aux Jeux olympiques de 2000 à Sydney
  -  Médaille de bronze du 200 mètres brasse
- Natation aux Jeux olympiques de 1996 à Atlanta
  -  Médaille d'or du 4 × 100 mètres 4 nages
  -  Médaille d'argent du 100 mètres brasse
  -  Médaille d'argent du 200 mètres brasse

### Championnats du monde

#### En grand bassin
- Championnats du monde 2003 à Barcelone
  -  Médaille d'or du 200 m brasse
  -  Médaille d'argent du 100 m brasse
  -  Médaille d'argent du 4 × 100 m 4 nages

#### En petit bassin
- Championnats du monde 1997 à Göteborg
  -  Médaille d'argent du 4 × 100 m 4 nages
- Championnats du monde 2002 à Moscou
  -  Médaille d'argent du 4 × 100 m 4 nages
- Championnats du monde 2004 à Indianapolis
  -  Médaille d'argent du 200 m brasse

### Autres
- record du monde du 200 mètres brasse en 2:22.99 en 2003 à Barcelone
- pose pour le magazine adulte Playboy en juillet 2007

## Distinction
- Membre de l'International Swimming Hall of Fame en 2018